# Zimbert Jenisch
Zimbert Jenisch (* 1587 in Augsburg; † 28. November 1645 in Hamburg) war ein deutscher Kaufmann.

## Leben
Jenisch stammte aus dem Kaufmannsgeschlecht der Jenisch und war der Sohn des Augsburger Kürschners und Ratsmitglieds Melchior Jenisch und dessen Ehefrau Elisabeth, einer Tochter des Handelsherrn Hans Haintzel von Degelstein. Über seine Mutter war Jenisch Nachfahre der Familie Welser.
Nach ersten Grundzügen einer Ausbildung, die er durch seinen Vater erhalten hatte, kam Jenisch bereits 1598 zu seinem Verwandten Eleazar Jenisch nach Hamburg. Bei diesem, einem Geschäftspartner seines Vaters, erhielt Jenisch eine umfassende kaufmännische Ausbildung.
Als Jenisch 1618 das Bürgerrecht der Stadt Hamburg erhalten hatte, gründete er zusammen mit seinen Verwandten die Firma Paulus Pütz & Zimbrecht Jenisch, welche schon sehr bald zwischen Weißem Meer und dem Mittelmeer große Erfolge im Import-Export-Handel erzielen konnte. 1618 heiratete Jenisch in erster Ehe Maria Elisabeth Putz aus Stade.
Zimbert Jenisch wurde 1629 in den Reichsadelsstand erhoben, führte aber gemäß Hamburger Übung den Adelstitel nicht (vgl. Hanseaten und Adel).
Nach dem Tod seiner ersten Frau heiratete er 1635 ein zweites Mal, nämlich Esther Amsinck, Tochter des Kaufmanns und Hamburger Senators Rudolf Amsinck. Der aus dieser Ehe stammende Sohn Paul ist der Urgroßvater des Senators Martin Johann Jenisch des Älteren.
1641 gründete Jenisch mit dem „Eldermann der Bergenfahrer“ im zu dieser Zeit dänischen Glückstadt die Firma Drondheimbsche Compagnie, um Fisch billiger nach Deutschland einzuführen.
Im Alter von ungefähr 58 Jahren starb Zimbert Jenisch am 28. November 1645 in Hamburg.